# Septoria villarsiae
Septoria villarsiae är en svampart som beskrevs av Desm. 1842. Septoria villarsiae ingår i släktet Septoria och familjen Mycosphaerellaceae.   Inga underarter finns listade i Catalogue of Life.